# George Tucker
George Tucker (Ilha de St. George, 20 de agosto de 1775 – Condado de Albemarle, 10 de abril de 1861) foi um advogado, político, historiador, autor e educador americano cuja atividade se deu no estado da Virgínia. Nascido nas Bermudas, era filho de Daniel Tucker, o primeiro prefeito de Hamilton, a capital daquele país. Imigrou para a Virgínia aos 20 anos e graduou-se em Direito na Faculdade de William e Mary e, posteriormente, foi admitido na Ordem dos Advogados. Seu primeiro casamento com Mary Farley terminou sem filhos com a morte dela em 1799; ele se casou novamente e teve seis filhos com Maria Carter, que morreu aos 38 anos em 1823. Seu terceiro casamento, que durou 30 anos, foi com Louisa Thompson, que morreu em 1858.
Além de sua atuação jurídica, Tucker escreveu composições distintas para várias publicações. Seus tópicos variaram amplamente do conceitual ao técnico — da escravidão, sufrágio e moralidade à navegação intracostal, salários e serviços bancários. Na política, foi eleito em 1816 para a Câmara dos Representantes da Virgínia por um mandato e trabalhou na Câmara dos Representantes dos Estados Unidos de 1819 a 1825. Desde a juventude até o início da meia-idade, o estilo de vida social extravagante de Tucker costumava ser perdulário e, ocasionalmente, escandaloso. No entanto, após a conclusão de seu mandato no Congresso, suas publicações eloquentes levaram Thomas Jefferson e James Madison a oferecer-lhe uma nomeação como professor de filosofia moral na recém-fundada Universidade da Virgínia; ele aceitou e ocupou o cargo até 1845.
Suas obras literárias são The Valley of Shenandoah (1824), a primeira ficção da vida colonial na Virgínia, e Voyage to the Moon (1827), que está entre os primeiros romances de ficção científica do país. Ele também publicou a primeira biografia abrangente de Thomas Jefferson em 1837, assim como, em History of the United Stats (1856). As publicações de Tucker e seu trabalho como professor serviram para redimir uma vida anterior de hábitos sem princípios que lhe trouxeram algum descrédito.
Depois de se aposentar, Tucker mudou-se para a Filadélfia, continuando sua pesquisa e dissertando sobre uma variedade de assuntos, que incluíam política monetária e socioeconomia, até sua morte na Virgínia aos 85 anos de idade.

## Família e infância em Bermudas
George Tucker nasceu em 20 de agosto de 1775, na ilha de St. George, em Bermudas. Ele era o segundo filho de Daniel e Elizabeth Tucker, que eram primos distantes e membros da família Tucker, entre eles, Henry Tucker. Daniel e seus irmãos criaram uma parceria mercantil com uma frota de navios que transportavam mercadorias para a América Britânica, Terra Nova e Índias Ocidentais. Daniel também foi fundador e prefeito do porto de Hamilton, nas Bermudas. Tucker oferece uma descrição sobre seu físico em sua autobiografia: “Eu tinha 5 pés e 10 polegadas (180 cm) de altura e, embora um tanto esguio, bem-proporcionado. Eu tinha grande espírito animal e mobilidade incessante. Meu rosto era um tanto feminino."
Tucker foi escolarizado principalmente por um tutor contratado da Grã-Bretanha e também por Josiah Meigs. Suas leituras foram Tom Jones, The Vicar of Wakefield e Arabian Nights, consideradas, na época, os pilares de uma educação no continente americano. Aos quinze anos de idade, ele ajudou a formar um clube literário, que ele diz ter chamado de Calliopean Society; isso pode ter sido uma imitação do original iniciado anteriormente em Nova Iorque. Tucker, aos 16 anos, começou a estudar o Direito com um advogado bem-sucedido e próspero, George Bascomb. Com a morte de Bascomb, os clientes da empresa pressionaram-no a assumir sua representação, mas sentindo-se bastante desqualificado, ele se recusou e iniciou planos para uma carreira nos Estados Unidos.
De acordo com a autobiografia de Tucker, nessa época, ele encontrou seu primeiro interesse amoroso, por uma prima distante, Nancy Tucker. Quanto mais ele sofria em silêncio com seus sentimentos, mais fortes eles cresciam, até que finalmente ele resolveu visitá-la em casa e fazer sua declaração. À sua chegada, os dois entraram num salão onde ele lhe ofereceu a mão, que foi aceite, tudo em silêncio. Eles continuaram de mãos dadas e língua presa por 10 a 15 minutos, até a entrada de sua mãe, e a visita terminou. Logo depois disso, a menina adoeceu e morreu, deixando-o em luto, que ele descreveu como uma "aflição muito séria". Seis anos se passaram antes que ele manifestasse interesse por outra mulher.

## Mudança para os EUA, graduação e primeiro casamento

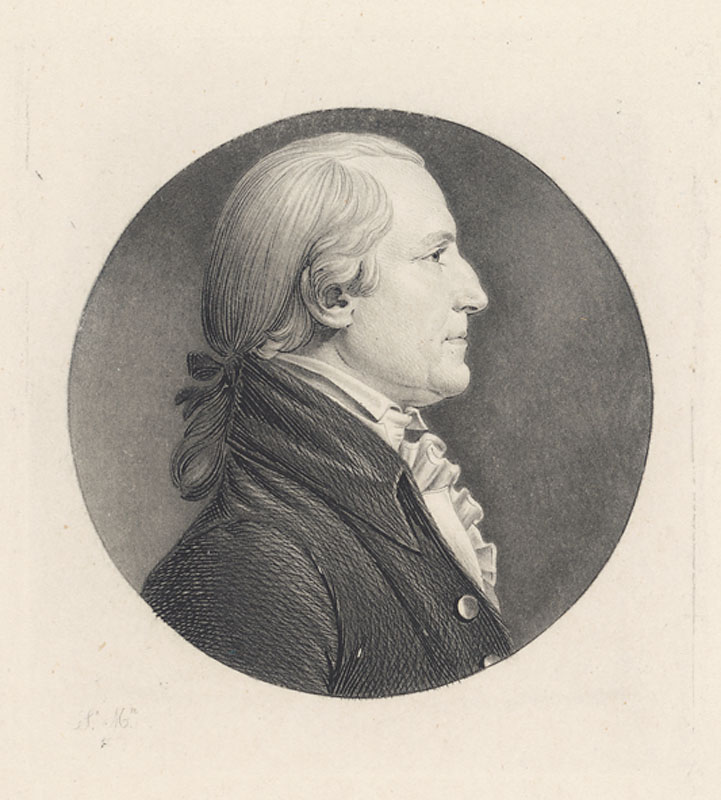
Saint-Mamin gravou o retrato do primo de Tucker, St. George Tucker, que lhe forneceu ajuda fundamental

Pouco depois da morte de sua mãe em 1795, Tucker partiu para a Filadélfia, com a intenção de continuar seus estudos jurídicos nos Estados Unidos. Ele considerou brevemente Londres para seus estudos, mas descartou a ideia, a fim de otimizar suas chances de "avanço político". Depois de passar um tempo livre com outros bermudenses na capital, ele ficou sem fundos e foi para Williamsburg, na Virgínia, para buscar conselhos e pedir dinheiro emprestado a seu famoso primo, St. George Tucker, uma manobra que ele repetiria. Ele ingressou na Faculdade de William e Mary, onde estudou direito com St. George e se formou após dois anos. Tucker ficou satisfeito com um trabalho acadêmico pouco exigente e uma vida social divertida, pois ganhou acesso às melhores casas por meio de seu primo.
Tucker viajou para Nova Iorque e Filadélfia e, com cartas de apresentação em mãos, pôde se familiarizar ainda mais com seu país adotivo e líderes notáveis, entre eles, o presidente George Washington e os governadores de Nova Iorque, John Jay e George Clinton. Apesar de gostar desta alta sociedade, ele voltou para Williamsburg e lá começou um namoro com Mary Byrd Farley, mulher de muito charme e fortuna, a quem ele pediu em casamento. Embora inicialmente tivesse preferido adiar o casamento até que fosse admitido na advocacia, ele cedeu ao desejo de seu coração, tomou emprestado os fundos necessários de um tio e eles se casaram em abril de 1797. Para ajudar Mary, que sofria de tuberculose crônica, Tucker organizou uma viagem para sua antiga casa em Bermudas. A estada lá não trouxe alívio para Mary em sua doença e confirmou seu desejo de estar na Virgínia. Eles voltaram para Williamsburg, fixando residência, e ele começou a ler para admissão à advocacia, que foi concluída após alguma procrastinação. Afora viagens à Carolina do Norte para cobrar aluguéis da propriedade de sua esposa, Tucker evitou trabalhar, participando de corridas de cavalos em Fredericksburg e frequentando bares da moda com amigos e familiares. Ele conheceu Thomas Jefferson nessa época. Mary nunca se recuperou de suas enfermidades e morreu sem filhos em 1799.
A morte de Mary complicou a vida fácil de Tucker, pois sua propriedade, embora considerável — uma plantação de açúcar, milhares de acres de terra e uma participação na Dismal Swamp Company — estava repleta de problemas judiciais. Depois de uma viagem prolongada para a plantação de açúcar em Antígua, e para a Martinica e em Bermudas, ele voltou para Williamsburg, e então determinou que seu futuro estava na capital do estado vizinho da Virgínia, Richmond, como advogado. Tucker conseguiu salvar apenas parte da fortuna de sua falecida esposa.

## Vida em Richmond, segundo casamento, política e escravidão

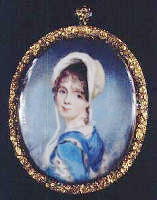
Maria Carter Tucker, retrato em miniatura de Sully ca. 1805

Tucker chegou a Richmond no verão de 1800 com uma carta de apresentação de St. George ao governador James Monroe. A carta de seu primo retratou com precisão a figura de Tucker e também previu seu futuro lá: "Às melhores qualidades do coração ele une um excelente entendimento, que foi bem cultivado, e um conhecimento muito abrangente do mundo; a natureza o abençoou com um fluxo exuberante de espíritos, que às vezes o traem em atos de leviandade (...)". Tucker efetivamente entrou nos círculos sociais desejados em Richmond, reforçado por uma casa bem mobiliada perto da própria do governador, e logo poderia contar entre seus conhecidos, não apenas o governador (a quem Tucker chamou de "aquele homem lento e maçante"), mas também George Wythe, Edmund Pendleton e George Hay. Tucker, mais tarde, se gabou de que, com exceção de John Adams, ele manteve relações pessoais com todos os presidentes de Washington a Buchanan.
Enquanto estava em Richmond, ele conheceu Charles Carter (1765–1829), que o apresentou à filha Maria Ball Carter — neta de Betty Washington Lewis e descendente de Robert Carter I. Tucker descreveu-a: "sendo uma beleza decidida, ela tinha um rosto distinto por doçura e inteligência, conversava com sensatez e cantava docemente". Eles logo se apaixonaram e, em fevereiro de 1802, ele se casou com Maria, então com dezessete anos e já grávida.
Conquanto Tucker já começasse a escrever para a publicação, como advogado ele era inicialmente deficiente, sendo incapacitado por seu medo de falar no tribunal; mais tarde, ele ganhou a autoconfiança necessária. Posteriormente, Tucker tornou-se membro fundador da Sociedade Histórica e Filosófica da Virgínia (agora Museu de História e Cultura da Virgínia) em Richmond. Este foi um esforço liderado por John Marshall e John Floyd; Tucker foi nomeado para o Comitê Permanente da Sociedade.
Politicamente, Tucker era um republicano Jeffersoniano, ou seja, que se deliciava com a divisão dos federalistas entre John Adams e Alexander Hamilton. Ele juntou-se ao ressentimento em relação às tentativas federalistas de "nomear um presidente" por convenção partidária; com o tempo, ele se tornou um republicano pró-bancário. Certa vez, ele fez um discurso em apoio a um federalista em uma eleição local, e um republicano ferrenho, Lewis Harvey, chamou-o de traidor e mentiroso do partido. Tucker, rotineiramente propenso a um temperamento explosivo, tentou acertar Harvey, mas errou devido à intervenção de uma parte neutra. Assumindo que seu desafio não teve sucesso, Tucker exigiu satisfação, que Harvey aceitou. Tucker organizou cuidadosamente um duelo, estipulando uma distância extraordinária em passos, de modo a diminuir a pontaria superior de seu oponente. Felizmente para Tucker, o duelo foi evitado no último momento — embora não antes de ele completar seu testamento e organizar sua propriedade para sua esposa grávida. Seu primeiro filho, Daniel George, nasceu em 23 de novembro de 1802.

### Ponto de vista sobre a escravidão
Tucker procurou os principais autores de Richmond para promover seu interesse pela literatura e pelas artes. Uma conspiração de escravos iniciou uma tentativa fútil de destruir a cidade, e ele foi solicitado a publicar um ensaio sugerindo um remédio para a escravidão, intitulado Letter to a Member of the General Assembly of Virginia (1801). A Letter de Tucker expressou sua oposição inicial à escravidão, retratando-a como improdutiva e antieconômica. Ele escreveu que nenhum país "pode atingir grandes alturas em manufaturas, comércio ou agricultura, onde metade da comunidade trabalha de má vontade e a outra metade não trabalha de forma alguma". Ele recomendou que as receitas fossem garantidas (com um imposto sobre os proprietários de escravos) e usadas para criar uma colônia para os escravos a oeste do Mississippi. Ele afirmou ainda que a inferioridade do escravo era resultado do tempo e das circunstâncias, e não da hereditariedade.
Na década de 1820, no entanto, o ponto de vista de Tucker sobre a escravidão mudou notavelmente com a experiência pessoal e o lucro obtido em sua compra e venda de escravos por conta própria e de seu sogro, Charles Carter. Durante anos, ele se opôs aos conceitos de abolição e colonização como impraticáveis, mas depois voltou à sua conclusão anterior de que uma sociedade mais benéfica e comercialmente orientada era inevitável. Embora observando os benefícios espúrios da escravidão, ele previu seu fim final; ele finalmente libertou seus próprios escravos em 1845, 16 anos antes de sua morte.

## Escândalo financeiro e risco de vida em incêndio

### Fraude de resultados lotéricos
O escritório de advocacia de Tucker não podia arcar com as despesas inerentes às suas extravagantes façanhas sociais, que incluíam jogos de cartas e corridas, e ele começou a desperdiçar o capital da propriedade de Mary Tucker. Ele foi atraído por investimentos especulativos e acabou se envolvendo em um escândalo financeiro. Em 1803, ele se juntou a outros cidadãos proeminentes na organização de uma loteria para arrecadar fundos para a Richmond Academy. Ele comprou várias chances para si e, à medida que as chances restantes diminuíam, revendeu algumas delas com lucro; ele também teria se posicionado como um dos quatro ou cinco titulares com certeza de estar entre os vencedores. Ele segurou o canhoto vencedor quando seu bilhete foi encontrado alojado em uma junta do tambor de sorteio.
Tucker foi solicitado a ser reembolsado e, após negociação, pagou em parte, pegando emprestado o restante de membros do conselho da academia. Ele também atuou como guardião de outros fundos, misturou-os com os seus e gastou-os em indulgência e especulação de terras. Mais tarde, ele foi obrigado a se defender nessas questões perante a Assembleia Geral da Virgínia. Embora ele tenha sido oficialmente inocentado de qualquer irregularidade, os incidentes mancharam sua reputação e destacaram seu estilo de vida em Richmond. Enquanto isso, Maria deu à luz sua filha mais velha, Eleanor Rosalie, em 4 de maio de 1804.
Tucker, em sua autobiografia, confessou ter perdido frequentemente sua carteira ao longo dos anos e estimou sua perda no total em mais de mil dólares em dinheiro (o equivalente a 26 mil dólares em 2020). Com isso, ele acrescentou: "Essa imprudência eu tive desde criança e, durante minha prática do Direito, também espalhei pelo estado inúmeros guarda-chuvas, luvas, relógios, abotoaduras, lenços e facas."

### Vida estável no campo
Em 1806, Tucker transferiu sua família, entre elas, a filha recém-nascida Maria, para a casa dos Carters no Condado de Frederick, na Virgínia, e tentou colocar suas finanças em ordem. Os negócios exigiam seu retorno frequente a Richmond e, em uma ocasião, ele foi preso lá por inadimplência devida a uma empresa de empréstimos. O problema imediato foi resolvido com a intervenção de St. George. Tucker economizou por dois anos, vivendo uma vida no campo com os Carters e outros membros da família, até comprar uma casa perto do rio Dan.
Em maio de 1808, a família mudou-se para "Woodbridge" no condado de Pittsylvania, onde a filha Eliza Lewis Carter nasceu em dezembro. Maria então se deparou com a criação de quatro filhos em condições de uma vida estável e menos desfavorável. Da sua parte, Tucker ficou desapontado com a vida social local. Embora ele considerasse todos os seus vizinhos "amigáveis e escolarizados", eles também eram "rudes e simples". Tucker colocou mais esforço em sua prática jurídica e tornou-se mais bem-sucedido, adquirindo clientes adicionais espalhados por quatro condados. Ele também foi eleito procurador da Commonwealth para o condado de Pittsylvania. Maria deu à luz a filha Lelia em outubro de 1810 e Harriett em maio de 1813.

### Risco de vida em incêndio no Teatro Richmond

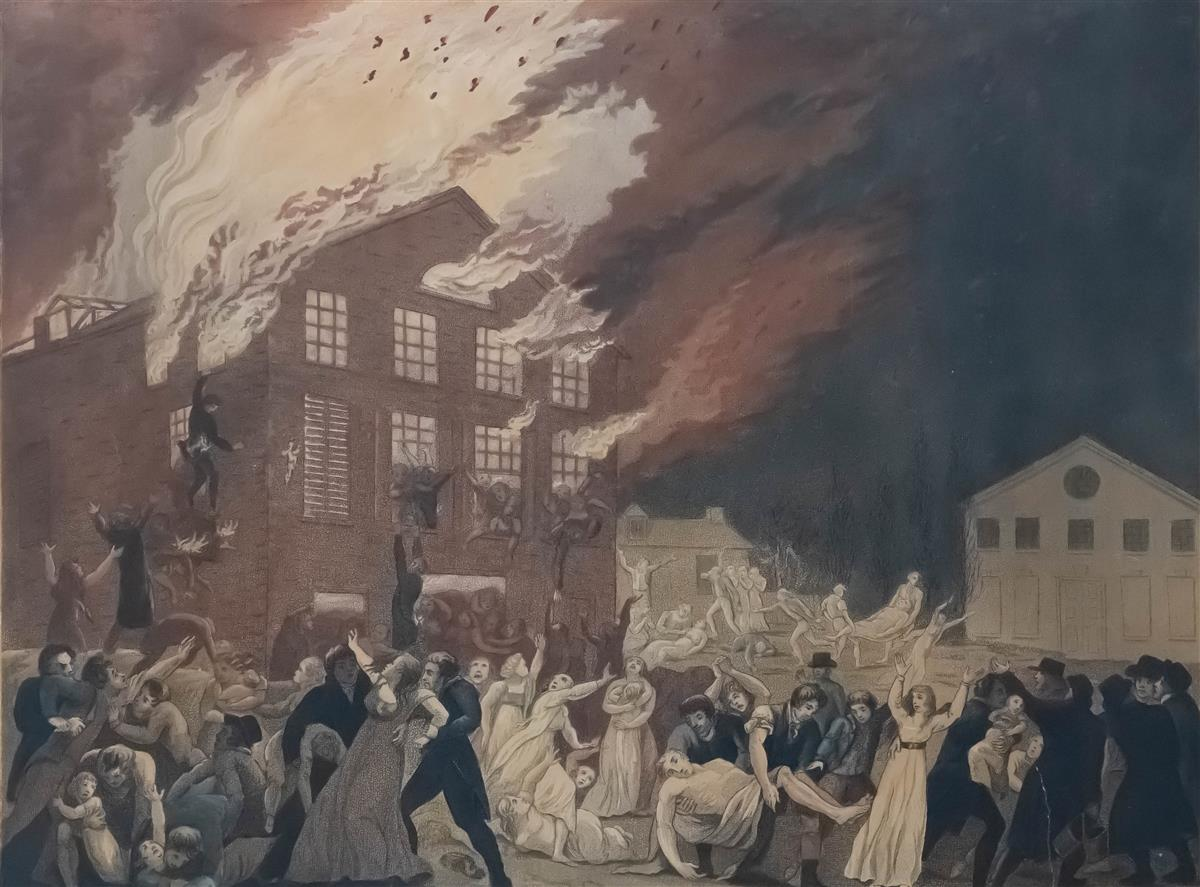
Incêndio no Teatro Richmond em 1811 – Tucker disse que saiu mais cedo, mas retornou para salvar outras pessoas

Em 1811, Tucker estava em Richmond para acompanhar uma apresentação beneficente, e colocou sua vida em perigo durante o incêndio do Teatro Richmond. O evento, cuja peça intitulada The Father, or Family Feuds, e uma pantomima posteriormente chamada Raymond and Agnes, foi realizado em dezembro. Por ser Natal, o auditório estava lotado — com 518 adultos e 80 crianças.
Em sua autobiografia, Tucker relata que, "A peça havia acabado (...) Eu felizmente tinha saído do [teatro] enquanto ele estava pegando fogo, embora eu não soubesse do fato (...) nunca vi nada igual. Fui fundamental para salvar vidas de várias mulheres que estavam em chamas." No processo, ele sofreu um ferimento na cabeça ao ser atingido por uma madeira em queda e ficou com uma cicatriz permanente acima do olho. A tragédia tirou a vida de 72 pessoas, entre eles o então governador da Virgínia, George William Smith. As vítimas também foram muitos dos escalões superiores da sociedade de Richmond.

## Carreira como político e escritor
As raízes marítimas de Tucker em Bermudas despertaram interesse na navegação intracostal e ele iniciou uma campanha intensa com as legislaturas da Carolina do Norte e da Virgínia para melhorar as vias navegáveis para Norfolk ao longo dos rios Roanoke, Dan e Staunton, a fim de evitar ineficiente deslocamento terrestre para Petersburgo e Richmond. Esse esforço culminou em suas próprias candidaturas à eleição para uma cadeira na Câmara dos Delegados da Virgínia representando o condado de Pittsylvania, que falhou em 1813 e 1814, mas foi bem-sucedido em 1816. Foi nessa época que Tucker e Maria sofreram a primeira perda de uma criança, Harriett, de tosse convulsa aos três anos.
Na Câmara dos Delegados, as contribuições mais valiosas de Tucker foram escritas e não orais. Ele foi convidado a redigir um discurso de despedida em homenagem a James Madison, cuja administração estava chegando ao fim. Foi bem recebido, exceto pela crítica do colega delegado Philip Doddridge, que lamentou que um "estrangeiro" fosse designado para a tarefa. Tucker se opôs veementemente ao insulto. No entanto, quando lhe ofereceram uma bengala para atacar Doddridge, embora tentado, ele pensou melhor.
Tucker continuou seu trabalho na literatura junto com seu escritório de advocacia e, em 1814–1815, o Port Folio, na Filadélfia, publicou uma série de seus ensaios intitulada Thoughts of a Hermit. Pela primeira vez, o sucesso financeiro foi obtido nesses esforços. Ele também obteve lucros com a venda de terras perto do rio Dan e a venda de Woodbridge quando a família se mudou novamente para Lynchburg, na Virgínia, em 1818.
A morte da filha Harriett foi dolorosa o suficiente, mas a depressão de Maria tornou-se incontrolável e crônica quando a filha Rosalie faleceu, inesperadamente, aos 14 anos, em 1818. Também durante esse período, o pai de Maria, Charles Carter, encontrou seus próprios contratempos financeiros e insistiu com Tucker por ajuda. Tucker, com a ajuda de Lawrence Lewis, conseguiu estabelecer os Carters em "Deerwood", dividindo parte dos lucros da administração de Charles no local.
Com o sucesso financeiro, vieram mais clientes e oportunidades de servir a sua comunidade. Tucker recebeu muitos casos de cobrança de dívidas e foi nomeado administrador da Lynchburg Female Academy e sacristia da Igreja Episcopal de St. Paul. Ele também foi eleito para ocupar o cargo na Câmara dos Representantes dos Estados Unidos de 1819 a 1825, representando a área de Lynchburg nos 16.º, 17.º e 18.º Congressos dos Estados Unidos. Sua generosidade financeira durou pouco, já que Tucker foi incapaz de resistir ao fascínio da sociedade e da vida luxuosa em Washington, sem mencionar o aumento das despesas de uma família imediata maior.
Embora Tucker e Maria tenham sido advertidos contra ela ter mais filhos em seu estado físico e emocional vulnerável, ela concebeu novamente e morreu durante a gravidez em fevereiro de 1823. Na carruagem para Washington após o funeral, Tucker cobriu o rosto com um lenço para esconder as lágrimas e fingiu uma dor de dente em resposta aos indagadores. A morte de Maria de fato pesou muito sobre ele, enquanto ele refletia sobre sua plausível negligência em meio às dores dela. Ele também estava muito preocupado com a indolência e o comportamento desequilibrado de seu filho Daniel, que anos depois resultou na hospitalização e morte do filho em 1838 na Filadélfia.
Devido em parte a essas provações pessoais, ele não fez nenhuma contribuição importante ao Congresso além de suas posições confiáveis em representação dos interesses da Virgínia, com um histórico de votação republicano Jeffersoniano consistente. Ele trabalhou como presidente do Comitê de Despesas no Departamento de Guerra. Existem disparidades notáveis entre o registro de votação mais estatista de Tucker e o nacionalismo predominante em seus escritos durante este período e posteriormente. Em seu ensaio, intitulado On Instructions to Representatives, ele fornece uma explicação em teoria política — uma obrigação inevitável de pensar de uma forma e ainda assim votar de outra, de acordo com as preferências de seus constituintes.
A autoavaliação de Tucker como congressista é muito menos indulgente: "Além dos compromissos pecuniários e dificuldades que incapacitaram minha mente para os negócios atuais da legislação, passei todas as minhas horas de lazer jogando xadrez, ao qual fui vergonhosa e lamentavelmente, mas apaixonadamente dedicado. Eu tinha então uma ambição mais viva de ser um grande jogador de xadrez do que de ser um distinto membro do Congresso."

## Professor na Universidade da Virgínia
Perto do final do terceiro mandato de Tucker no Congresso em 1824, Thomas Jefferson apresentou-lhe uma oferta em nome da incipiente Universidade da Virgínia, sancionada pelos curadores James Madison e Joseph C. Cabell, para trabalhar como o primeiro professor de Filosofia Moral. A oferta atendeu ao desejo da escola de nomear um não-federalista para o cargo, e as conexões de Tucker com Cabell e St. George também teriam facilitado sua escolha. Outro fator foram os recentes Essays on Various Subjects of Taste, Morals, and National Policy, que incluíam documentos de 1822 do Port Folio. Madison recebeu uma cópia deles e os recomendou a Jefferson, dizendo que estavam "entre as melhores respostas às acusações de nosso (...) atraso nacional". A escolha de Tucker também pode ter sido uma acomodação para alguns dos oponentes da escola, incluindo episcopais, federalistas e notáveis virginianos ocidentais, muitos dos quais eram amigos de Tucker. Presumivelmente, suas indiscrições monetárias anteriores foram negligenciadas, uma vez que não existiam acusações formais relacionadas.
Do ponto de vista de Tucker, a oferta foi muito oportuna, pois ele considerava sua cadeira no Congresso em risco, assim como seu bolso. A cátedra incluía uma renda estável, taxas extras de estudantes de filosofia, posse e alojamento sem aluguel. Tucker aceitou a oferta, efetivada em 1825, e também foi escolhido o primeiro presidente do corpo docente. Além de sua disciplina primária, assumiu também as disciplinas de Economia Política e Retórica da universidade. Ele estava contente com a vida familiar em Charlottesville, na Virgínia, embora "achasse a solidão insuportável" após a morte de Maria, e começou uma busca séria por uma esposa, que encontrou em Louisa A. Thompson, uma viúva de Baltimore. Em seus trinta anos juntos, Tucker disse, mais tarde, que encontrou "o mesmo calor e afeição devotada com os quais fui abençoado anteriormente".
O principal interesse filosófico de Tucker era o que ele e seus contemporâneos chamavam de "filosofia mental", que envolvia a investigação dos princípios e faculdades da mente humana. Ele sustentou que os filósofos modernos adquiriram a disciplina para se livrar do "misticismo e da loucura" medievais, da mesma maneira que os químicos modernos rejeitaram a alquimia.
A eficácia de Tucker na sala de aula não é objetivamente certa, e ele pode muito bem ter encontrado dificuldade para falar em público, como havia no tribunal anteriormente. Sua contínua presidência do corpo docente certamente atestou sua relativa popularidade entre os colegas, e ele publicou vários trabalhos — entre eles uma sátira, uma ficção, três livros sobre economia e estatística, uma biografia de Jefferson e dois panfletos. Juntamente com Robley Dunglison, ele fundou e editou o Virginia Literary Museum (1829–1830), no qual publicou volumosos escritos e frequentemente enviava ensaios para jornais e outras revistas.

## Influência política e destaque das obras literárias de Tucker

### Cenário político e social
Algumas das obras literárias de Tucker refletiam um crescente ceticismo político sobre o funcionamento da democracia começando com a eleição de 1796. No final da década de 1820, ele estava convencido de que os cargos de liderança política deveriam ser reservados principalmente para pessoas prósperas com um interesse tangível e tributável no governo. Para Tucker, a eleição presidencial de 1828 de Andrew Jackson foi um exemplo de "vitória da demagogia democrática que poderia provocar uma guerra de classes". Tucker trabalhou arduamente na Virgínia para se opor a Jackson e era um sólido defensor de Henry Clay, com sua segunda escolha sendo Daniel Webster.
Ele se opôs ao sufrágio universal e foi a favor de limitar a franquia à metade dos homens livres e permitir que os proprietários de escravos votassem em nome de três quintos de seus escravos; ele também argumentou a favor da eliminação do voto secreto. Tucker também promoveu o Segundo Banco dos Estados Unidos e criticou fortemente Jackson por eliminá-lo.

### Obras fictícias
A principal obra literária de Tucker foi The Valley of Shenandoah (1824), o primeiro conto fictício da vida na Virgínia. Sua escrita começou em 1º de julho e o livro foi concluído em 31 de agosto. Ao relatar a queda de uma família aristocrática no estado, baseou-se em seu testemunho pessoal da ruína financeira de seus sogros, a família de Charles Carter, e descreveu a incapacidade de um proprietário de propriedade de administrar seus negócios financeiros, como como ele havia experimentado pessoalmente. Tucker ainda usou os personagens do romance, novamente refletindo a experiência pessoal, para enfatizar que a felicidade no amor e na vida resultava da moderação das paixões. The Valley enfatizou o objetivo professoral de Tucker, que a história deve informar o leitor com "o progresso da sociedade e as artes da civilização; com o avanço e o declínio da literatura, leis, costumes e comércio". Ele também transmitiu por meio da ficção sua visão de que a gentileza era independente da riqueza, que a relação entre senhores e escravos era imbuída de confiança e felicidade mútuas e que as fortes correntes de mudança socioeconômica eram em geral benéficas.
Em suas negociações com a editora Harpers, Tucker relata: “Como desculpa para não me oferecer condições mais liberais, um deles, o sócio mais velho, disse: “Ora, teremos de dar cinquenta dólares a um homem para ler seu livro. 'Oh,' eu disse, 'que chance você tem então de vendê-lo se tiver que contratar um homem para lê-lo?'" Harpers ofereceu pagar a ele 500 dólares, que ele recusou, e a publicação foi adiada por um preço desconhecido.
Usando o pseudônimo de Joseph Atterley, em 1827, ele escreveu a sátira A Voyage to the Moon: With Some Account of the Manners and Customs, Science and Philosophy, of the People of Morosofia, and Other Lunarians. É uma das primeiras obras americanas de ficção científica e foi relativamente bem-sucedida, rendendo a Tucker 100 dólares com a venda de mil cópias. Ela recebeu críticas positivas da American Quarterly Review e da Western Monthly Review. Tucker utiliza The Voyage para ridicularizar as maneiras sociais, a religião e as profissões de alguns de seus colegas e para criticar alguns métodos e resultados científicos errôneos aparentes para ele na época.

### Primeira biografia sobre Thomas Jefferson
Em 1836, Tucker completou seu manuscrito de uma biografia abrangente, The Life of Thomas Jefferson, Third President of the United States. Ele enviou seu texto para James Madison com intuito de ser aprovado, já que este último havia auxiliado em sua formação. Tucker incluiu para sua sanção uma proposta de dedicação ao destinatário. Madison respondeu com sua total aprovação e assinatura em 26 de junho de 1836, poucas horas antes de sua morte no dia seguinte.
Este estudo da vida de Jefferson foi publicado em dois volumes no ano seguinte e recebeu avaliação complementar no Edinburgh Review, de Lord Brougham, como "uma adição muito valiosa ao estoque de nosso conhecimento político e histórico. Nela, o professor Tucker nem sempre concorda com o ilustre sujeito de sua biografia. A obra, de fato, manifesta um louvável desejo de fazer justiça e decidir imparcialmente sobre tópicos contestados; e, portanto, talvez, tenha falhado em dar satisfação aos fervorosos defensores, bem como aos amargos oponentes, do Sr. Jefferson." Tucker deu à publicação uma avaliação positiva, dizendo que recebeu 50 centavos por cópia em uma impressão inicial de duas mil cópias.

## Viagem no exterior, demissão e obra sobre a história dos EUA

### Viagem na Grã-Bretanha
Tucker considerou que uma viagem ao exterior aumentaria sua percepção e currículo em geral e, especificamente, o prepararia para uma possível, embora não provável, nomeação diplomática. Ele esperava que houvesse muito a ser aprendido em benefício de seu país nas fábricas, grandes propriedades e cidades populosas da Grã-Bretanha. Com as finanças em ordem e uma licença de três meses da universidade, em 1839 fez uma viagem ao país, e depois de algum tempo na terra de Shakespeare, Stratford-Upon-Avon, estabeleceu-se em Liverpool. Ele não conseguiu fazer todas as conexões sociais esperadas, com exceção do 1.º Conde de Leicester e sua esposa, com quem discutia frequentemente política e agricultura. Embora admirasse os debates sucintos no Parlamento, ele achou a procissão da rainha Vitória "mais adequada para divertir uma criança do que alguém da minha idade". No geral, ele descobriu que a conversa não era fácil com os britânicos e concluiu que "(...) havia mais camponeses na Inglaterra do que em toda a Europa". Esta jornada, junto com seu interesse nas doutrinas de Thomas Robert Malthus sobre a população, inspirou Tucker a expor sobre as bênçãos mistas de um futuro mundo urbanizado. Algumas de suas hipóteses foram incluídas em The Progress of the United States in Population and Wealth (Boston, 1843). Este trabalho lhe rendeu uma de suas honras de maior orgulho, uma associação na Statistical Society of Paris.
Seu entusiasmo por ensinar na universidade diminuiu em seus últimos anos de docência. Ele também ficou perturbado com o aumento do entusiasmo religioso no campus e um movimento de temperança, que ele protestou levemente. Tucker defendeu zelosamente salários mais altos para professores mais antigos e ficou furioso quando a universidade reduziu seu salário anual de 1 500 para 1 000 dólares. Tendo apresentado documentação provando que Jefferson pretendia que seu salário fosse garantido por toda a vida, ele convenceu a universidade a restabelecer seu salário original.

### Demissão como professor e mudança
Com a renúncia de Henry St. George Tucker, o último contemporâneo de Tucker na faculdade, em 1845 ele renunciou ao cargo de professor e mudou-se com sua esposa para a Filadélfia. Lá ele desfrutou de uma reunião com seu amigo Robley Dunglison, da disponibilidade de mais bibliotecas e de reuniões na American Philosophical Society, para a qual foi eleito em 1837. No entanto, havia desvantagens — por um lado, a falta de acomodação que a posse de escravos lhe trouxe — ele emancipou todos os cinco de seus escravos ao partir de Charlottesville. Posteriormente, ele expressou dúvidas sobre a sensatez dessa decisão quando soube que três deles haviam, por lei, sido exilados da Virgínia e logo depois morreram. Além disso, os dois escravos libertos que o acompanharam à Filadélfia imediatamente abandonaram seus postos ao chegar lá.
A vida social no ambiente urbano inicialmente não correspondeu às suas expectativas, mas depois de um tempo seus escritos e palestras sobre uma variedade de assuntos preencheram o vazio. Ele também ingressou no Instituto Americano para o Avanço da Ciência e instou com sucesso seus membros a estabelecer uma seção sobre Economia Política e Estatística. Ele também se envolveu em um debate, como antagonista da teoria da catástrofe malthusiana com o proponente Alexander Hill Everett.

### Obra sobre a história dos Estados Unidos
Em 1856, Tucker completou seu quarto volume da obra History of the United States, From Their Colonization to the End of the 26th Congress in 1841. Tucker havia começado alegremente seu trabalho nesta produção em 1850, aos 75 anos. Robley Dunglison comentou o seguinte sobre o trabalho: "Para ajudá-lo na execução de seu trabalho, como o próprio [Tucker] observa, ele teve a sorte de ter conhecimento pessoal de muitos, que desempenharam um papel conspícuo na Revolução, e de quase todos os que foram os principais atores nos dramas políticos que se sucederam. A história se estende até a elevação do general William Henry Harrison à presidência em 1841, que é o mais longe que Tucker pensou que poderia ir com prudência." O trabalho inclui uma breve revisão da escravidão, na qual Tucker discordou da visão sustentada por Jefferson, em Notes on the State of Virginia (1781), de que a escravidão ainda tinha um efeito degenerativo sobre os senhores de escravos.
De acordo com Tucker, as prévias do trabalho de seus colegas renderam elogios, a recepção do editor foi encorajadora e os adiantamentos de pagamento foram acertados com um banco. Então vieram as falências dos bancos e a perda de crédito na crise de 1857, e a impressão foi interrompida. O comentário final de Tucker sobre a situação foi otimista, para o futuro da economia e para sua autoria.

## Últimos anos de vida
Embora Tucker possa ter exibido em sua velhice "um espírito de combatividade digno da juventude", como afirmou um crítico, tal natureza não estava em evidência em sua família. Ele se correspondia de forma positiva e frequente com seus filhos e passava férias com eles nos verões na Virgínia e em Nova Iorque. Ele parece ter sido consistente em sua devoção à família, que foi plenamente retribuída. Suas conversas estavam repletas de preocupação com seu bem-estar financeiro. Refletindo sobre seus próprios erros do passado, ele disse a eles que "exceto pela perda de amigos, uma falta de prudência em questões financeiras contribuiu com nove décimos da dor e irritação de [minha] vida".
Mesmo após a morte de sua esposa Louisa em 1858, a vitalidade de Tucker persistiu e, não muito antes do início da Guerra Civil Americana, em janeiro de 1861, ele viajou para o sul através da Virgínia, Carolina do Norte e Geórgia até o Alabama para visitar um amigo em Mobile. Em reação à separação da Geórgia da União, falando de sua persistente lealdade ao sul, ele comentou: "parece um remédio ruim para um presidente impopular". Ele achava que a necessidade primordial de "um governo sábio e previdente" traria os estados do sul de volta a uma constituição modificada. Mas depois de algum tempo passado no sul, ele foi compelido a dizer que as pessoas "pareciam enlouquecidas nas fantasias de males imaginários e seus estranhos remédios". De fato, as lealdades juvenis de Tucker ao sul agrário, em sua maturidade, deram lugar a uma crença no valor e na necessidade de uma sociedade comercial-industrial. O nacionalismo havia substituído o estatismo como fundamento de sua política, e ele não conseguia entender porque um compromisso em vez da guerra não seria aceito.
Tucker concluiu sua carreira literária, aos 84 anos de idade, com seu livro de 226 páginas, intitulado Political Economy for the People (1859).
Tucker sofreu ferimentos na cabeça em Mobile Bay quando, aguardando a partida de seu navio para retornar ao norte, foi atingido por um grande fardo de algodão sendo carregado a bordo. Ele foi transferido para a casa da filha Eleanor e do marido George Rives em Condado de Albemarle, na Virgínia, onde morreu em 10 de abril de 1861, dois dias antes da Batalha de Fort Sumter e do início da Guerra Civil Americana. Ele foi enterrado no Cemitério da Universidade da Virgínia.

## Obras publicadas
- Letters on the Conspiracy of Slaves in Virginia. Richmond, 1800. (em inglês)
- Letters on the Roanoke Navigation, 1811. (em inglês)
- Recollections of Eleanor Rosalie Tucker. Lynchburg, 1819. (em inglês)
- Essays on Subjects of Taste, Morals, and National Policy, sob o pseudônimo de "A Citizen of Virginia". Georgetown, 1822. (em inglês)
- Tucker, George (1824). The Valley of Shenandoah; or, Memoirs of the Graysons. With an introd. by Donald R. Noble, Jr. (em inglês) 1970 Reprint of the 1824 ed. Chapel Hill: University of North Carolina Press. ISBN 0-8078-4055-6. LCCN 70123106. Este foi reimpresso na Inglaterra e traduzido para o alemão.
- Tucker, George (1827). A Voyage to the Moon (em inglês). New York: E. Bliss. LCCN 03002392
- Principles of Rent, Wages, and Profits. Filadélfia, 1837. (em inglês)
- Public Discourse on the Literature of the United States. Charlottesville, 1837. (em inglês)
- Tucker, George (1837). The Life of Thomas Jefferson, Third President of the United States (em inglês). Philadelphia: Carey, Lea & Blanchard
- The Theory of Money and Banks Investigated. Boston, 1839. (em inglês)
- Essay on Cause and Effect. Filadélfia, 1842. (em inglês)
- Essay on the Association of Ideas, 1843. (em inglês)
- Progress of the United States in Population and Wealth in Fifty Years. Nova York, 1843 (em inglês)
- Memoir of the Life and Character of Dr. John P. Emmet. Filadélfia, 1845. (em inglês)
- Correspondence with Alexander H. Everett on Political Economy, 1845. (em inglês)
- Tucker, George (1856). The History of the United States (em inglês). Philadelphia: J. B. Lippincott & Co. LCCN 02002948
- Banks or No Banks. Nova York, 1857. (em inglês)
- Tucker, George (1859). Political Economy for the People (em inglês). Philadelphia: C. Sherman & Son. LCCN 05021928
- Essays, Moral and Philosophical, 1860. (em inglês)
- Tucker, George (1977).  Noble, Donald R., ed. A Century Hence: or, A Romance of 1941 (em inglês). Charlottesville: University of Virginia Press. LCCN 76041223